# Кубок СССР по волейболу среди женщин 1950
I турнир на Кубок СССР по волейболу среди женских команд ДСО и ведомств проходил с 1 мая по 17 июля 1950 года. В финальных играх в Москве приняли участие 15 команд.
Первым этапом соревнований были розыгрыши кубков городов. Их победители участвовали в розыгрышах кубков областей, краёв, республик. Наконец победители кубков союзных республик, а также Москвы и Ленинграда встретились в финальных соревнованиях. Всего в розыгрыше первого Кубка СССР приняли участие более 4000 клубов.
Первым обладателем второго по престижности трофея советского волейбола стало московское «Динамо», в финале переигравшее ленинградский «Спартак» — 3:0.

## Результаты

### 1/16 финала
| Команда #1            | Счёт | Команда #2       |
| --------------------- | ---- | ---------------- |
| «Динамо» (Москва)     | 3-0  | «Искра» (Фрунзе) |
| «Локомотив» (Ташкент) | 3-0  | Команда Алма-Аты |

### 1/8 финала
| Команда #1             | Счёт | Команда #2                          |
| ---------------------- | ---- | ----------------------------------- |
| «Динамо» (Москва)      | 3-0  | «Локомотив» (Ташкент)               |
| «Университет» (Каунас) | 1-3  | «Университет» (Рига)                |
| «Спартак» (Ленинград)  | 3-0  | «Спартак» (Петрозаводск)            |
| «Наука» (Тбилиси)      | 3-0  | «Динамо» (Ленинакан)                |
| «Динамо» (Баку)        | 0-3  | «Педагогический институт» (Ашхабад) |

### 1/4 финала
| Команда #1           | Счёт | Команда #2                          |
| -------------------- | ---- | ----------------------------------- |
| «Медик» (Харьков)    | 3-0  | «Динамо» (Кишинёв)                  |
| «Искра» (Минск)      | 0-3  | «Динамо» (Москва)                   |
| «Университет» (Рига) | 0-3  | «Спартак» (Ленинград)               |
| «Наука» (Тбилиси)    | 3-0  | «Педагогический институт» (Ашхабад) |

### 1/2 финала
| Команда #1            | Счёт | Команда #2        |
| --------------------- | ---- | ----------------- |
| «Медик» (Харьков)     | 0-3  | «Динамо» (Москва) |
| «Спартак» (Ленинград) | 3-0  | «Наука» (Тбилиси) |

### Финал
| Команда #1        | Счёт | Команда #2            |
| ----------------- | ---- | --------------------- |
| «Динамо» (Москва) | 3-0  | «Спартак» (Ленинград) |

## Победители
«Динамо» (Москва): Т.Добродеева, Антонина Ильина, Л.Клеймёнова, Зинаида Кузькина, Серафима Кундиренко, Валентина Силуянова, Татьяна Стангрит, Александра Чудина. Тренер — Николай Бендеров.